# 王宋
王 宋（おう そう）は、女流詩人・劉勲妻王氏。
出身地・生没年はいずれも不詳ながら、後漢献帝の時代に実在した女性である。

## 概要
正史の『三国志』『後漢書』『晋書』にその名はみえないが、六朝時代の詩集『玉台新詠』に詩作が現存し、あわせて本人の履歴が紹介されている。
王宋の夫・劉勲は袁術や曹操に仕えた将軍で、その赴任にしたがい王宋もまた各地を巡ることになった。その夫婦仲は良好で、20数年間の共同生活のなかでは女（むすめ）をもうけている。しかし男子には恵まれず、後継ぎを欲する劉勲がむりやり離縁をせまりひとり身となる。
建安文人のひとりとして、曹操の本拠地・鄴で活動していたとおもわれ、不遇の日々をおくるなかで曹植（子建）が慰めの詩を贈ったことがあるという。